# Wasei-eigo
Wasei-eigo (和製英語, lit."Inglês feito no Japão") são pseudo-anglicismos japoneses, construções da língua inglesa que não são usados em países anglófonos ou por falantes nativos do inglês, mas que aparecem na língua japonesa. Um termo mais geral para palavras baseadas em línguas estrangeiras feitas no Japão  é gairaigo, que normalmente se aplica a palavras feitas a partir de línguas européias.
O termo "Japanese English" (ジャパニーズ イングリッシュ, Japanīzu Ingurisshu, lit Inglês japonês)  é a forma mais comum com que estas palavras são conhecidas dentro do Japão, o que significa que algumas pessoas estão conscientes de que esses termos não são usados fora da língua japonesa. De fato, apesar do termo "Inglês japonês" fazer parecer que essas palavras são Inglês, na verdade são palavras japonesas que derivam do Inglês. No entanto, os japoneses têm dificuldade na distinção entre estas palavras e o verdadeiro Inglês anglófono.
Palavras wasei eigo podem formar compostos com palavras em japonês. Uma das palavras mais conhecidas é karaoke, que combina kara, que significa "vazio" e oke, abreviação de orchestra (orquestra). Outro exemplo é okushon (億ション), que combina oku,  "cem milhões", com a última sílaba da palavra mansion (mansão) para formar uma nova palavra que significa "condomínio de luxo". É também um trocadilho com o fato da palavra japonesa man significar "dez mil", sugerindo que "oku - Shon" seja dez mil vezes mais valioso do que uma "man - Shon"
Por vezes, duas palavras em inglês em seu significado normal são combinadas para formar uma palavra composta nova. Um exemplo conhecido é famicom (ファミコン, famikon), um portmanteau que combina family (família) e computer (computador), que significa vídeo game, especialmente, mas não necessariamente, o Famicom, console de videogame que é conhecido no resto do mundo como a Nintendo Entertainment System e, mais genericamente, como "TV Game" no Japão.